# Эдуардо Ратиньо
Эдуа́рдо Корре́я Пилле́р Фи́льо (порт. Eduardo Correia Piller Filho; род. 17 сентября 1987, Сан-Паулу), более известный как Эдуа́рдо Рати́ньо (порт. Eduardo Ratinho) — бразильский футболист, защитник.

## Биография
С 2003 года играл за дублирующий состав бразильского клуба «Коринтианс». За основной состав команды дебютировал 17 августа 2005 года в домашнем матче против клуба «Гояс», закончившемся со счетом 2:0. Ратиньо отличается хорошими скоростью, дриблингом и способностью точно бить по воротам соперника со штрафного удара. 25 августа 2007 года Эдуардо на правах аренды (на полгода с правом выкупа) перешёл в российский клуб ЦСКА (Москва).
Ратиньо дебютировал за ЦСКА 2 сентября 2007 года на 77-й минуте центрального матча тура против московского «Спартака». С его подачи на последних секундах встречи Игнашевич и Янчик смогли забить гол, который спас армейцев от поражения в дерби. Первый гол за ЦСКА Эдуардо забил 28 октября 2007 года в домашнем матче 28-го тура чемпионата России в ворота «Крыльев Советов» на 6-й минуте матча. По окончании сезона 2007 руководство ЦСКА решило не продлевать срок аренды из-за плохой игры Эдуардо в обороне и слабой физической подготовки, несмотря на неплохое умение игрока атаковать, и Эдуардо вернулся в «Коринтианс», выступавший в том сезоне в Серии Б чемпионата Бразилии. Бразилец ненадолго задержался на родине и почти сразу был арендован французской «Тулузой». В этом же году перешёл на правах аренды в бразильский клуб «Флуминенсе».
С 26 августа 2009 года выступал за клуб «Санту-Андре», в 2010 году перешёл в «Спорт Ресифи».

## Национальная сборная
- Участник чемпионата мира среди молодёжных команд 2007, прошедшего в Канаде.

## Происхождение прозвища
Эдуардо получил прозвище Крысёнок (порт. Ratinho) в школьные годы по причине того, что отколотый зуб, по мнению его одноклассников, придавал ему сходство с этим животным.

## Награды
- Чемпион Бразилии: 2005
- Бронзовый призёр чемпионата России: 2007
- Обладатель Кубка России: 2007/08